# Zobraná
Zobraná – szczyt górski w Górach Tokajsko-Slańskich w południowo-wschodniej Słowacji. 610 m n.p.m.